# 왜 (일본)

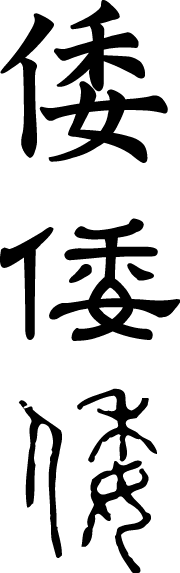

왜(倭)란 기원전부터 중국 왕조들이 일본열도를 중심으로 하는 지역 및 그 주민들을 가리킬 때 사용한 한자다. 기원전후부터 7세기 말경 국호를 "일본"으로 정할 때까지 일본열도의 정치세력은 대외적으로 왜국이라 지칭되었다. 왜의 주민은 왜인(倭人)이라고 했다. 나라분지에서 발생한 야마토 왕권이 스스로를 자칭한 호칭이기도 하다. 이 때는 대왜(大倭)라고 쓰고 야마토라고 읽는다.
왜는 중국의 정사서들에 기록되어 있다. 『후한서』 「왜전」, 『위지』 「왜인전」, 『진서』 「왜인전」, 『송서』 「왜국전」, 『남제서』 「왜국전」, 『양서』 「왜국전」, 『수서』 「왜국전」, 『북사』 「왜국전」, 『남사』 「왜국전」 등에 기술되어 있다.
왜는 대왕을 중심으로 한 여러 호족들의 연합정권이었다. 대왕은 본래 야마토 지방(지금의 나라현)의 왕이었으나, 5세기경부터 대왕이라고 불리게 되었다. 야마토에서는 유력 호족에 의해 대왕이 옹립되거나 폐위되거나 경우에 따라서는 살해되기도 하여, 실질적으로는 유력 호족들에 의해 국정이 운영되었다. 씨(氏)를 가지고 혈연을 중심으로 이어지는 일족들은 신분으로서 성(姓)을 부여받았다(씨성제).